# Валелонга (Вибо Валенција)
Валелонга (итал. Vallelonga) је насеље у Италији у округу Вибо Валенција, региону Калабрија.
Према процени из 2011. у насељу је живело 455 становника. Насеље се налази на надморској висини од 662 м.

## Становништво
| 1931. | 1936. | 1951. | 1961. | 1971. | 1981. | 1991. | 2001. | 2011. |
| ----- | ----- | ----- | ----- | ----- | ----- | ----- | ----- | ----- |
| 2.668 | 2.527 | 2.637 | 1.719 | 1.098 | 839   | 883   | 759   | 682   |